# Harlie avait un an
Harlie avait un an (titre original : When Harlie Was One) est un roman de David Gerrold publié en 1972 puis traduit en français et publié par les éditions Le Livre de poche dans la collection Science-fiction en 1980.

## Distinction
Cet ouvrage a été nommé pour le prix Hugo du meilleur roman 1973.